# Pierre Goutas
Pierre Goutas né à Paris (10e arrondissement) le 29 janvier 1922 et mort à Tours le 29 juin 2002  est un comédien, metteur en scène de théâtre et réalisateur de télévision. Il est particulièrement connu pour les séries télévisées Thierry la Fronde et Mon ami Gaylord.

## Biographie
Au théâtre, Pierre Goutas étudie le jeu d’acteur au prestigieux Cours Simon, où il rencontre Jean-Claude Deret. Ce dernier lui offre plusieurs rôles au théâtre, notamment lors de son premier spectacle, À Paris, pièce à sketches jouée au théâtre municipal de Rochefort en 1949.
Au cinéma, il joue dans une dizaine de films dans les années 1950. De par son physique, Pierre Goutas reste cantonné au même type de rôle, souvent secondaire, de « roublard gouailleur ».
Touche à tout, il se lance alors dans la mise en scène, d’abord au théâtre, puis à la télévision. À l’époque, il n’existe pas de formation de réalisateur en dehors de celle de l’IDHEC et Pierre Goutas se forme donc au gré de ses diverses expériences comme comédien, puis comme assistant.
Il débute à la télévision en 1959 chez Telfrance (TéléFrance Films à l’époque), en réalisant les Ciné Policiers, diffusés sur la première chaîne de l'ORTF. La télévision française n’en est qu’à ses débuts, d’où le nom de Ciné-policier qui souligne la filiation avec le cinéma, mais il s’agit en fait d’une série d’épisodes de 30 minutes. Cette première série n’a pas le succès escompté, mais Pierre Goutas en réalise cependant 39 épisodes.
Pierre Goutas devient par la suite un réalisateur de télévision reconnu grâce à la série médiévale Thierry la Fronde. Cette série est tout d’abord réalisée par Robert Guez. Durant les deux premières saisons, Pierre Goutas dirige l'équipe secondaire, chargée des scènes d'extérieur, des poursuites à cheval et des combats. À la fin de la deuxième saison, Robert Guez fait une chute de cheval qui l’empêche de continuer à diriger le tournage, et c’est Pierre Goutas qui le remplace. Ce dernier réalise ainsi deux saisons de Thierry la Fronde, c’est-à-dire vingt-six épisodes.
C’est l’occasion pour Pierre Goutas de retravailler avec Jean-Claude Deret, qui est le scénariste de la série. Le premier assistant est Jean-Claude Ferrari, devenu depuis producteur chez TelFrance, qui s’amuse énormément lors des combats et autres scènes d’action. L’acteur principal, Jean-Claude Drouot, est lui aussi très enthousiaste. L’ambiance est donc excellente et l’atmosphère médiévale des combats et de l’aventure motive toute l’équipe. La série remporte un grand succès. Pierre Goutas continue à réaliser des séries principalement pour la télévision. Dans les années 1970, il dirige ainsi plus d’une dizaine de séries. L’une des plus connues aujourd’hui encore est Mon ami Gaylord (1979), rééditée en DVD par L.C.J. Éditions depuis 2005. Il termine ainsi sa carrière entre téléfilms et séries, dont la dernière est Port Breac’h, en 1992, dans laquelle jouent Sylvain Green et le jeune Jocelyn Quivrin.
Pierre Goutas est décrit par ses collaborateurs comme un réalisateur jovial, chaleureux, instaurant des relations de travail excellentes. Il est respecté et apprécié dans le monde de la télévision, et demeure bien loin de l’image du réalisateur tyrannique que l’on peut parfois avoir. Son seul défaut est, semble-t-il, de partir de temps à autre sur des chemins de traverses l’éloignant de son sujet, mais il respecte toujours les délais imposés.

## Filmographie

### Acteur
- 1946 : Dernier Refuge de Marc Maurette
- 1949 : Le Jugement de Dieu de Raymond Bernard
- 1950 : Rue des Saussaies de Ralph Habib
- 1950 : Agence Nostradamus de Claude Barma Série télévisée de 9 épisodes
- 1951 : Minuit quai de Bercy de Christian Stengel
- 1951 : Casque d'Or de Jacques Becker
- 1952 : Brelan d'as de Henri Verneuil - Sketch : Les Témoignages d'un enfant de chœur
- 1952 : Le Rideau rouge de André Barsacq
- 1955 : Si tous les gars du monde de Christian-Jaque
- 1956 : Une enquête du Commissaire Prévôt de Vicky Ivernel (TV)
- 1957 : Nathalie de Christian-Jaque
- 1957 : Escapade de Ralph Habib
- 1962 : Le Temps des copains de Robert Guez : le Commissaire (ép. 87)

### Réalisateur

#### Télévision
- 1959 : Ciné Policier
- 1963-1966 : Thierry la Fronde (26 épisodes)
- 1965 : L'Extraordinaire Petros
- 1967-1970 : Allô Police (29 épisodes)
- 1968 : Les Demoiselles de Suresnes (26 épisodes)
- 1971-1972 : Vivre au présent
- 1973 : Les Messieurs de Saint-Roy (15 épisodes)
- 1974 : L'Accusée, feuilleton télévisé (20 épisodes)
- 1975 : Une femme seule (26 épisodes)
- 1976 : La vérité tient à un fil (20 épisodes)
- 1977 : Les Lettres volées (7 épisodes)
- 1977 : Bonsoir chef (26 épisodes)
- 1979 : Le Vérificateur
- 1979 : Mon ami Gaylord (5 épisodes)
- 1980-1984 : La Vie des autres : La croix dans le cœur (1980) - Virginie qui va (1984), série télévisée
- 1984 : Rue Carnot
- 1986 : Demain l'amour (épisodes 66 à 135)
- 1986 : Coulisses
- 1987 : Cinéma, Cinémas : Jacques Demy, un réalisateur face à des producteurs
- 1987-1988 : Boulevard Bouvard
- 1988 : Allô, tu m'aimes
- 1989 : La Vie Nathalie
- 1992 : Port-Breac'h

#### Téléfilms
- 1976 : Mamie Rose
- 1977 : C'est Mozart qu'on assassine
- 1978 : Histoires de voyous : Dormez pigeons
- 1980 : La Mort en sautoir
- 1981 : Le Rembrandt de Verrières
- 1983 : La Dame aux mille et une vies

## Théâtre
- 1949 : A Paris de Francis Lemarque, mise en scène Jean-Claude Deret, Théâtre Charles de Rochefort
- 1951 : Un tramway nommé Désir de Tennessee Williams, mise en scène Raymond Rouleau, Théâtre des Champs-Élysées
- 1951 : La Tragédie optimiste de Vsevolod Vichnevski, mise en scène Clément Harari, Théâtre Verlaine
- 1952 : La Jacquerie de Prosper Mérimée, mise en scène Clément Harari, Théâtre Charles de Rochefort
- 1952 : Le Colonel Foster plaidera coupable de Roger Vailland, mise en scène Louis Daquin, Théâtre de l'Ambigu-Comique
- 1953 : Médée de Jean Anouilh, mise en scène André Barsacq, Théâtre de l'Atelier
- 1953 : Zamore de Georges Neveux, mise en scène André Barsacq, Théâtre de l'Atelier
- 1955 : À son image de Jean Lescure, mise en scène Jean-Claude Dumoutier, Théâtre du Tertre
- 1955 : La Chair de l'orchidée adaptation Frédéric Dard et Marcel Duhamel d'après James Hadley Chase, mise en scène Robert Hossein, Théâtre du Grand-Guignol
- 1955 : Entre chien et loup de Gabriel Arout d'après Légitime défense de Primo Levi, Théâtre en Rond
- 1961 : Spéciale Dernière de Ben Hecht et Mac Arthur, mise en scène Pierre Mondy, Théâtre de la Renaissance